# Camponotus obscuripes
Camponotus obscuripes é uma espécie de inseto do gênero Camponotus, pertencente à família Formicidae.